# Stefania De Francesco
Stefania De Francesco (Torre del Greco, 23 luglio 1973) è un'attrice italiana.

## Biografia
Consegue il diploma di operatrice turistica, dopo di che frequenta il Laboratorio Teatrale di Claudio Palma e di Roberto Soldatini. Studia canto e solfeggio all'accademia "A.M.S.E." diretta dal maestro Antonio Tumolo.
Molto attiva in teatro, dal 1996 ha recitato e cantato in numerose opere come Hollywood, ritratto di un divo, musical con Massimo Ranieri e con la regia di Giuseppe Patroni Griffi, Viva Diego di Tato Russo, Le metamorfosi ed altre. 
Tra il 2002 e il 2003 ricopre il ruolo di Rosa, protagonista femminile nel musical "C'era una volta...Scugnizzi" di Claudio Mattone. Dal dicembre 2014 è la protagonista femminile del musical "Stelle a metà" con Sal Da Vinci, scritto e diretto da Alessandro Siani, sold out con due spettacoli al giorno all'Augusteo di Napoli fino al 12 gennaio 2015, poi in giro per l'Italia.
Ha inoltre doppiato la canzone When you believe de Il principe d'Egitto della DreamWorks Animation; la sua parte era cantata nell'originale da Sally Dworsky.
Al cinema, è stata diretta, tra l'altro, da Vincenzo Terracciano in Ribelli per caso, Antonio Capuano in Luna rossa, e Silvana Maja in Ossidiana.
In televisione è stata in Turbo, regia di Antonio Bonifacio, e dal 2007 veste i panni di Katia Cammarota nella soap opera di Rai 3, Un posto al sole, entrando a far parte del cast fisso della soap nel mese di novembre del 2009. Vi ritorna per alcuni episodi nel 2016, nel 2017 e nel 2022. In radio è la co-conduttrice, insieme a Francesco Palmieri del programma "Neapolis in fabula" in onda sull'emittente campana Radio Amore "I Migliori Anni" (dal marzo 2014).

## Filmografia

### Cinema
- Ribelli per caso, regia di Vincenzo Terracciano (2001)
- Luna rossa, regia di Antonio Capuano (2001)
- Il resto di niente, regia di Antonietta De Lillo (2003)
- Ossidiana, regia di Silvana Maja (2007)
- Dobbiamo stare vicini, regia di Mario Sanzullo e Gianluca Mattei (2024)

### Televisione
- Turbo, regia di Antonio Bonifacio
- La squadra, registi vari
- Un posto al sole, registi vari, Rai 3 (2007-2011, 2016, 2017, 2022)
- Don Matteo 11 (2018)

### Cortometraggi
- Lupi, regia di F. Segatori (2001)
- Fujtevenne, regia di P. Rispo e G. Gallo (2004)
- Risi e Crisantemi, regia di G. Gallo (2005).